# Bataille de Copenhague (1807)
Pour les articles homonymes, voir Bataille de Copenhague.
La bataille de Copenhague de 1807 ou seconde bataille de Copenhague (la première étant en 1801) est un affrontement naval entre les armées britanniques de John James Gambier et Lord William Cathcart et les armées danoises de Ernst Peymann. Cette attaque britannique fait partie de ce que l'on appelle les guerres anglaises. 
En effet, le gouvernement britannique avait décidé de bombarder la flotte danoise de peur qu'elle ne tombe aux mains de l'Empire français. L'assaut a donc commencé le 16 août 1807. Très vite la capitale danoise s'est retrouvée encerclée par les Britanniques. Le 2 septembre, à la suite d'un ultimatum rejeté par les Danois, l'amiral Gambier a donné l'ordre de bombarder Copenhague jusqu'au 5 septembre, date de la fin du conflit. La flotte britannique a ainsi remporté une précieuse et décisive victoire au bout de quatre jours de bombardements.

## Conséquences
Après un bombardement que l'opinion publique européenne jugera scandaleux et contraire aux lois de la guerre, les pays scandinaves feront front au Royaume-Uni et rejoindront la France dans sa politique continentale.

## En images

Caricature de George III regardant le bombardement.
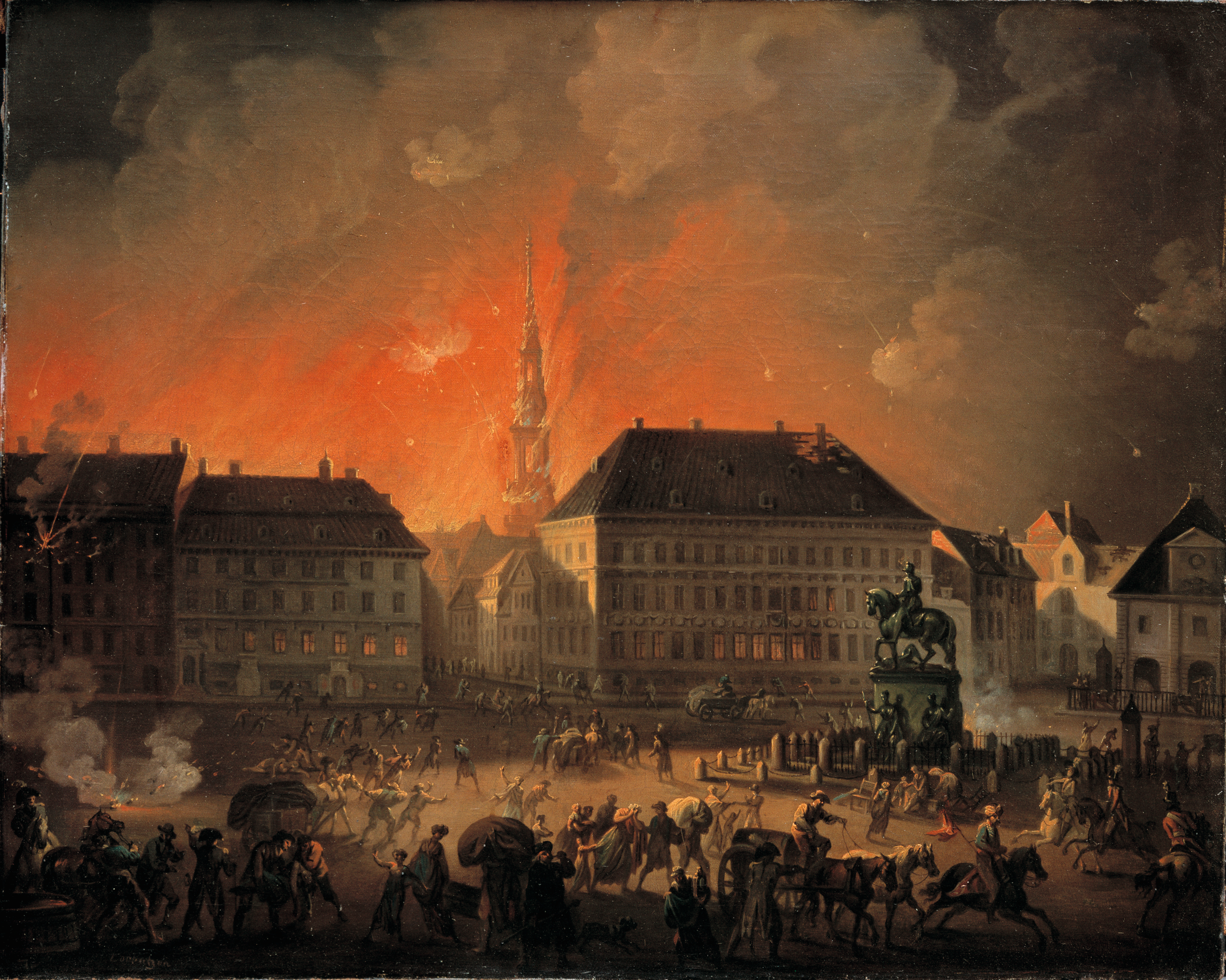
Peint par Christian August Lorentzen.